# Jakub Świerczok
Jakub Świerczok (Tychy, 1992. december 28. –) lengyel válogatott labdarúgó, a Nagoja Grampus játékosa.

## Pályafutása

### Klubcsapatokban
2011-ben a Polonia Bytom csapatánál 18 mérkőzésen 12 gólt szerzett, majd három évre szerződtette a német Kaiserslautern. 2012. január 21-én a Werder Bremen ellen debütált a bajnokságban. Július 19-én kölcsönbe került a Piast Gliwice csapatához. 2015. január 8-án szerződtette a Zawisza Bydgoszcz. 2015. június 29-én aláírt a Górnik Łęczna csapatához, majd a következő szezonban a Tychy csapatához. 2017. június 16-án a Zagłębie Lubin csapatához igazolt. 2018. január 19-én 1 millió euróért szerződtette a Ludogorec Razgrad. 2021. július 20-án két és fél évre írt alá a japán Nagoja Grampus csapatához.

### A válogatottban
2017. november 10-én mutatkozott be a válogatottba Uruguay ellen. 2021. június 1-jén szerezte meg az első gólját Oroszország ellen. Pályára lépett a 2020-as labdarúgó-Európa-bajnokságon.

## Sikerei, díjai
- Ludogorec
  - Bolgár bajnok: 2017–18, 2018–19, 2019–20
  - Bolgár szuperkupa: 2018, 2019
- Nagoja Grampus
  - Japán kupa: 2021